# Piet Dumortier
Piet Dumortier (Utrecht, 9 november 1915 – aldaar, 5 april 1945) was een Nederlands voetballer die als aanvaller speelde.
Dumortier kwam in 1930 in het eerste team van DOS en ontpopte zich tot een veel scorende spits. In 1938 speelde hij eenmalig in het Nederlands voetbalelftal in een vriendschappelijke wedstrijd tegen Denemarken (2-2). In april 1944 trad hij in het huwelijk. In het seizoen 1943/44 promoveerde hij als aanvoerder met zijn club naar de eerste klasse. Dumortier kwam aan het einde van de Tweede Wereldoorlog in het ziekenhuis te liggen waar hij beademd werd met een ijzeren long. Na een stroomstoring overleed Dumortier op 29-jarige leeftijd. Ploeggenoten probeerden nog tevergeefs met een fietsdynamo stroom op te wekken.